# Pizzo Tresero
Der Pizzo Tresero, auch Piz Tresero genannt, ist ein 3594 Meter hoher Berg in den Ortler-Alpen, einer Gebirgsgruppe der südlichen Ostalpen. Er befindet sich auf einem kurzen, an der Punta San Matteo nordwestwärts abzweigenden Nebenkamm des Hauptkamms dieser Gebirgsgruppe. Der im Nationalpark Stilfserjoch unter Schutz gestellte Berg erscheint von Norden aus gesehen als eine ebenmäßige schneebedeckte Pyramide mit einer beeindruckenden, 600 Meter hohen und 55° geneigten Nordwand. Nach Nordwesten, Nordosten, Südosten und Südwesten sendet er ausgeprägte Grate. Der Pizzo Tresero ist durch den firnbedeckten Südostgrat mit der Punta San Matteo verbunden und wird häufig zusammen mit dieser bestiegen. Im Frühjahr ist der Pizzo ein beliebtes Skitourenziel, das leicht vom Rifugio Cesare Branca (Brancahütte) oder vom  Rifugio Forni aus zu erreichen ist. Zuerst bestiegen wurde der Berg in der Mitte des 19. Jahrhunderts durch italienische Kartografen des Instituto Geografico Milanese im Rahmen der Landesaufnahme der Lombardei, woran heute der Name eines Nebengipfels erinnert, die Punta Segnale (Signalpunkt). Die ersten Touristen auf dem Gipfel waren am 28. Juni 1865 die englischen Alpinisten Francis Fox Tuckett aus Bristol, Douglas William Freshfield aus Oxford, sowie die Quäker George Henry Fox aus Falmouth, und James H. Backhouse aus Darlington. Geführt wurden sie von François Devouassoud aus Chamonix und Peter Michel aus Grindelwald.

## Umgebung
Der Pizzo Tresero ist vollständig von Gletschern umgeben. Im Osten reicht der größte Gletscher des Gebietes, der Ghiacciaio dei Forni (deutsch: Fornogletscher), hinauf bis zum Gipfelpunkt, im Süden erstreckt sich der Ghiacciaio di Dosegù bis zu einer Höhe von etwa 3460 Metern auf der Südseite. Im Südwesten liegt die Vedretta di Tresero und im Norden schließlich die Vedretta di Cerena. Benachbarte Berge sind im Verlauf des Nordostgrats die 3281 Meter hohe Cima San Giacomo, im nach Südosten verlaufenden Grat die Cima Dosegù mit 3560 Metern Höhe und weiter die 3678 Meter hohe Punta San Matteo. Die Grate nach Südwesten und Nordwesten verlaufen hinunter ins Valle di Gavia (Gaviatal). Der nächstgelegene bedeutende Ort ist in der Provinz Sondrio der in etwa viereinhalb Kilometern Luftlinie nordwestlich gelegene Wintersportort Santa Caterina Valfurva. Das Trentiner Dorf Peio im Val di Peio liegt gut 10 Kilometer in östlicher Richtung, und der Gaviapass liegt etwa sechseinhalb Kilometer südsüdwestlich.

## Stützpunkte und Besteigung
Der Weg der Kartografen aus Mailand ist nicht mehr nachzuvollziehen, aber die Engländer gingen im Jahre 1865 über die Südseite oder den Südostgrat auf den Gipfel, nachdem sie vorher schon auf der Punta San Matteo waren. Louis Friedmann berichtet bei Eduard Richter: Der Pizzo Tresero 3602 m., ohne Zweifel der schönste Gipfel der südlichen Ortleralpen, wurde am gleichen Tage wie die Punta S. Matteo durch Tuckett und Gefährten erstiegen. [...] folgten sie ihren Spuren zurück zum Ursprung des Gletschers und erreichten, indem sie den Firn in westnordwestlicher Richtung  überschritten [...] in 1½ Stunden die höchste, Sta. Caterina unmittelbar dominierende Spitze. Zum Abstieg über den Südwestgrat brauchten sie dann noch drei Stunden bis Santa Caterina.
Heute dient als Stützpunkt für eine Besteigung des Pizzo Tresero auf dem Normalweg (leichtester Anstieg) das Rifugio Cesare Branca, auf 2487 Metern Höhe in nordöstlicher Richtung gelegen, oder das etwas tiefer gelegene Rifugio Forni. Die 1867 erstmals begangene Hochtour, mit entsprechender Ausrüstung und Gletschererfahrung, führt von der Hütte aus in einer Gehzeit von, laut Literatur, etwa 5 Stunden über den Fornogletscher und den Südostgrat zum Pizzo-Gipfel. Schwere kombinierte Fahrten (Fels/Eis) in sogenannter klassischer alpinistischer Manier führen seit 1889 durch die Wand des Nordostgrats, sowie seit 1936 auch über die Tresero-Nordwand-Direttissima.

## Literatur und Karte

Karte der Umgebung